# Équipe de Serbie-et-Monténégro masculine de volley-ball
Cet article traite de l'équipe masculine. Pour l'équipe féminine, voir Équipe de Serbie-et-Monténégro féminine de volley-ball.
L'équipe de la Serbie-et-Monténégro de volley-ball était composée des meilleurs joueurs serbo-monténégrins de volley-ball. Elle est l'héritière de l'équipe de la République Fédérale de Yougoslavie entre 1990 et 2003, et l'équipe de Serbie, actuelle représentation nationale, lui a succédé.

## Palmarès et parcours

### Palmarès
- Championnat d'Europe
  - Troisième : 2005
- Ligue mondiale
  - Finaliste : 2003, 2005
  - Troisième : 2004
- Coupe du monde
  - Troisième : 2003

### Parcours

#### Jeux Olympiques
- 2004 : 8e

#### Championnats du monde
- 2006 : 4e

#### Ligue mondiale
- 2003 : Finaliste
- 2004 : 3e
- 2005 : Finaliste
- 2006 : 6e

#### Championnat d'Europe
- 2003 : 4e
- 2005 : 3e

#### Coupe du monde
- 2003 : 3e